# Гильом Белые Руки
Гильо́м (Гийо́м) Шампа́нский, известен как Гильом Бе́лые Ру́ки (фр. Guillaume aux Blanches Mains; 1135—1202, Лан) — епископ Шартра в 1164—1176 годах, архиепископ Санса в 1169—1176 годах, архиепископ Реймса с 1176, кардинал с титулом церкви Санта-Сабина с 1179. Он был первым герцогом и пэром Реймса.

## Биография
Гильом был сыном Тибо II, графа Шампани и Блуа, и Матильды Каринтийской, а также братом королевы Адели Шампанской, супруги короля Людовика VII Французского, графа Шампани Генриха I Щедрого, графа Блуа Тибо V Доброго, Этьена де Сансерр, Агнес де Блуа, графини де Бар, и Марии де Блуа, герцогини Бургундской.
С детства предназначался к духовной карьере и воспитывался Святым Бернаром Клервоским.
Каноник Сен-Кириаса в Провене, затем прево церквей Суассона и Труа. В 1164 году избран епископом Шартра. Несмотря на свой молодой возраст и колебания папы Александра III, утверждён на этой епископской кафедре. В 1169 году капитул Санса выбирает его своим архиепископом, при этом Гильом сохраняет за собой и шартрскую епархию.
В 1179 году назначен кардиналом, а после смерти Генриха Французского капитул Реймса в 1176 году избрал его своим архиепископом. При утверждении на этой кафедре Гильом отказался от Шартрского епископства (там его преемником стал Иоанн Солсберийский) и Сансской архиепархии. В том же году в новой должности он короновал своего племянника, Филиппа II Августа.